# 间谍软件
間諜軟體（英語：Spyware）是在未经用户许可的情况下搜集用户个人信息的计算机程序。这个词在1994年创建，至2000年开始广泛使用，并且和广告软件以及恶意软件经常互换使用。间谍软件本身屬於一种恶意软件，用来侵入用户计算机，在用户没有许可的情况下有意或者无意对用户的计算机系统和隐私权进行破坏。

## 定義
根據微軟的定義：「『間諜軟體』是一些專門在用戶不知情或未經用戶准許的情況下，收集用戶個人資料的軟體，其所收集的資料範圍可以很廣闊，從該用戶平日瀏覽的網站，到諸如用戶名、密碼等個人資料。」

## 功能
间谍软件采用一系列技术記录用户的个人信息，例如记录键盘输入、录制用户访问互联网的行为，以及扫描用户计算机上的文件。间谍软件的用途也多种多样，从盗窃用户的网上账户（主要是银行信用卡帐户）和密码，到统计用户的网络行为作為广告用途。一些间谍软件统计用户访问的网站，并且不断在用户计算机上弹出广告窗口，但是更多间谍软件搜集用户的密码以侵占用户的财产。

## 運作模式
间谍软件的常見運作模式不外乎利用色情或樂趣利誘用戶，或是採用“訴諸恐懼”的策略。一般來說，不少間諜軟件都會透過網路廣告，欺騙用戶他們的電腦有問題，而只要他們下載廣告內宣傳的軟件就可以解決問題。之後，軟件會指用戶的電腦有問題，並欺騙用戶只有他們的軟件才能夠解決問題；若用戶意圖取消使用，軟件可能會作出恐嚇。

## 爭議
间谍软件催生一个新兴的反间谍软件行业，很多程序被设计用以删除间谍软件，阻止间谍软件的安装，以及从用户的电子邮件中删除间谍软件，一些软件也捆绑间谍软件甚至集成间谍软件的功能，使得反间谍软件的工作更加困难。一些人争论这些软件的合法性，认为用户在安装软件之前應得到用户同意，但是用户通常对软件的间谍行为不知情，同时也未许可软件利用用户的计算机资源为软件拥有者谋利。
有的软件虽然在安装时有最终用户授权协议（End-User License Agreement），但是往往其实际行为与宣称不符。所以根據上述的定義，這些軟件也被列入间谍软件的分类。
被間諜軟體入侵的用戶對於取得解決辦法常遭遇困難。一旦你的電腦被間諜軟件攻陷，它就會監視你在互聯網上的一舉一動；假如它發覺你想採取一些對它不利的動作時，就會想辦法中止。舉例而言，右圖顯示一部被間諜軟件攻陷了的電腦。正當用戶希望透過Google搜尋其他可用的反間諜軟件時，間諜軟件適時把用戶的連線騎劫，並同時顯示他們公司的相關產品廣告。

間諜軟件純粹靠關鍵字運作，所以即使是維基百科的頁面，只要在URL上有關鍵字，都會被攔截。

而廣告間諜軟件的可怕之處，在於對用戶上網活動的監控。根據網路調查，間諜軟件的運作模式是在電腦後「監聽」用戶的互聯網連結，一旦發現用戶的電腦從網路載入廣告，就加以攔截，換成自己的廣告，以增加公司的收入。然而，衍生以下問題：
1. 這一種廣告攔截的行為，用戶並不知情，已剝奪用戶的知情權，甚至侵犯其隱私。
2. 這種行為同等於竊取別人的廣告空間，是一種竊盜的罪行。
3. 這種軟件透過監聽網路連線而攔截別人的廣告，卻不時誤中副車，例如：GAIN Publishing的DashBar就會把入境事務處網站的換領智能身份證Pop-up錯誤以為是廣告而把它攔截，並把Pop-up換成他們的賭博廣告。

## 發展
間諜軟件為求生存空間，亦隨著潮流而國際化。留意右圖的一件經過國際化的間諜軟件畫面擷取。軟件除在視覺效果和感官上力求與微軟的反間諜軟件類似，意圖混淆視聽，使得用戶在不知不覺中讓軟件自行安裝。

## 著名生產商
- GAIN：旗下的“商品”有
  - Precision Time
  - DateManager
  - ErrorGuard、Malware Destructor：聲稱是「最有效的反間諜軟件」，透過彈出視窗來恐嚇用戶，指他們在瀏覽兒童色情網頁，而要向FBI告發，從而誘騙用戶安裝他們的軟件[1][2]。事後，有其他用戶發現它其實亦是間諜軟件[3]。
  - DashBar
  - ScreenScenes: Butterfly Oasis Screensaver
- Innovative Marketing, Inc.
  - ErrorSafe：隨同會安裝Ethalone的Ghost install及HotBar。

## 反制方式
1. 手動或利用軟體，把它們所屬公司的網址放入屏障之內。[4]
2. 谨慎安装随软件附带的插件。例如3721科技公司旗下的「上網助手」及「網絡實名」、百度插件、划词搜索、网络猪等。
3. 对于Windows系统需要经常更新（update），为Internet Explorer的漏洞打上补丁。使用非IE浏览器，例如Firefox、Opera等，可以避免很多网页恶意代码。使用反间谍软件扫描和清理系统，例如Windows Defender、AVG Anti-Spyware、CounterSpy等。
4. 使用可以监视程序通信情况的防火墙，例如在Windows下可以使用ZoneAlarm防火墙，禁止不明程序访问网络。
5. 检查系统中是否还有残存的不明程序，可以使用IceSword，大部分内核级的恶意程序，都会在IceSword中现形，当然也要求用户对Windows系统比较熟悉。

## 反间谍软件
请参见反间谍软件条目。